# 칼루시스카야역
칼루시스카야역(러시아어: Калужская)은 모스크바 지하철 칼루시스코 리시스카야 선의 역이다. 1974년 8월 12일, 1964년부터 운행이 개시된 동명의 임시 역사(칼루시스코 주변)를 대체하여 개통하였다. 신역사는 일반적인 사각형 기둥 대신 가늘어진 팔각형 기둥으로 3칸 짜리 기둥 설계에 맞춰 지어졌다. 또한, 기둥의 층계는 4m에서 6.5m로 연장되었고, 천장의 높이는 올라갔다. 기둥은 분홍색 바이칼 대리석으로, 벽은 흰색 세라믹으로 타일을 치고 금속 예술품(A 작품)으로 장식했다. 바닥에는 회색 화강암으로 장식되어 있다.

## 지리
칼루시스카야 역의 출입구는 오브루체바 거리의 북쪽 프로프소유즈나야 거리를 따라 펼쳐져 있으며 아카데미 켈디시 광장에도 위치하고 있다.

## 환승
칼루시스카야 역에서는 2021년 12월 7일부터 볼샤야 콜체바야 선의 보론촙스카야 역과 북쪽 대합실을 통하여 환승이 가능하게 되었다.

## 같이 보기
- (러시아어) 칼루시스카야 역 시간표
- (러시아어) 칼루시스카야 역 설명
- (러시아어) metro.ru
- (러시아어) news.metro.ru
- (러시아어) metrowalks.com/ru